# اولاو لاین
اولاو لاین (انگلیسی: Olau Line) شرکت کشتیرانی بریتانیایی است، که در سال ۱۹۵۶ تأسیس شد.